# Рубежевичи
Рубеже́вичи (бел. Рубяжэвічы) — агрогородок в Столбцовском районе Минской области Беларуси, центр Рубежевичского сельсовета. Население 178 человек (2019).

## География
Агрогородок находится в 30 км к северо-востоку от райцентра, города Столбцы и в 17 км к западу от города Дзержинск. Рядом проходит граница с Дзержинским районом. Местность принадлежит бассейну Немана, по западной окраине агрогородка течёт река Сула, которая отделяет Рубежевичи от деревни Новые Рубежевичи. На восточной окраине села течёт речка Перекуль, впадающая в Сулу ниже Рубежевичей. Через село проходит автодорога Дзержинск — Ивенец, ещё одна дорога ведёт из Рубежевичей в Столбцы.

## История

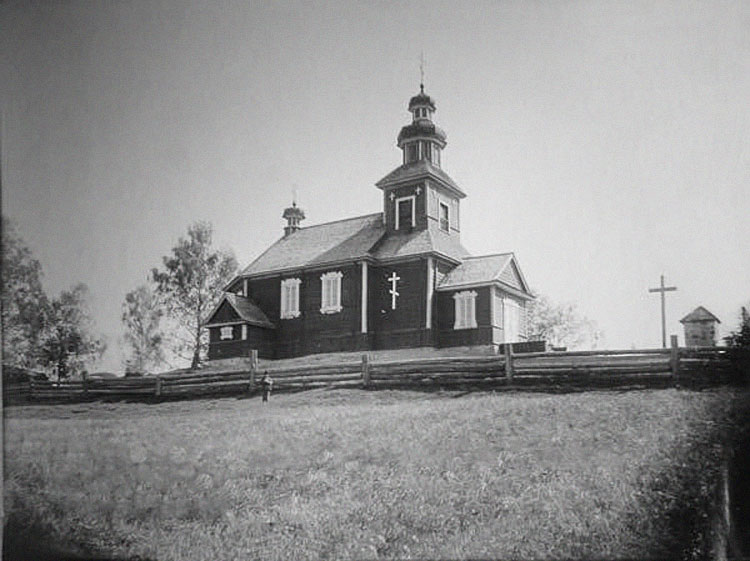
Католический храм св. Антония, с 1866 года — православная церковь. Не сохранился. Фото 1897 года

Рубежевичи — старинное местечко исторической Минщины. Первое письменное упоминание о Рубежевичах как владении князя В. М. Верейского датируется 1483 годом. В 1550 году великий князь Сигизмунд Август передал поселение Николаю Радзивиллу «Чёрному». После административно-территориальной реформы середины XVI века в Великом княжестве Литовском местность вошла в состав Минского повета Минского воеводства.
В XVI—XVII веках Рубежевичи были владением Радзивиллов. В 1652 году Богуслав Радзивилл передал Рубежевичи в аренду Покусам и Оборским. В 1769 году местечко перешло к Рутынским и Лопатям.
С 1793 года после второго раздела Речи Посполитой Рубежевичи вошли в состав Российской империи, принадлежали Минскому уезду Минской губернии. В 1811 году Рубежевичи переданы Казакевичам, позже вернулись Радзивиллам, в 1853 году, как и многие другие владения Радзивиллов, местечко перешло Витгенштейнам.
В XVII — начале XVIII века в Рубежевичах существовала униатская церковь (сгорела), в 1799 году был построен деревянный костёл св. Антония. После подавления восстания 1863 года, храм был передан православным. В 1897 году в Рубежевичах проживало 912 евреев (61,5 % населения села).
После выхода в свет «Манифеста об укреплении начал веротерпимости» (1905) католики, остававшиеся с 1866 года без храма, получили разрешение на строительство. Каменная католическая церковь св. Иосифа в неоготическом стиле была построена в 1907—1910 годах, освящена в 1911 году. В 1909 году в местечке насчитывалось 1102 жителя, 144 двора, церковно-приходская школа, православная церковь, две синагоги, строящийся костёл.
С марта 1918 года входит в состав провозглашённой Белорусской народной республики. После подписания Рижского мирного договора (1921) Рубежевичи оказались в составе межвоенной Польши, где вошли в состав Столбцовского повета Новогрудского воеводства. Граница Польши и СССР проходила рядом с селом. С 1939 года — в БССР.
Во время Великой Отечественной войны село оккупировано с июня 1941 года по июль 1944 года. 1 декабря 1941 года в Рубежевичах было создано гетто, в котором находились евреи из Рубежевичей, Налибок и других населённых пунктов (около 2400 чел.). В конце 1941 года было расстреляно 36 евреев. В июле 1942 года партизаны совершили нападение на Рубежевичи и расстреляли полицейских, которые принимали участие в уничтожении евреев. В ноябре 1942 года гетто было ликвидировано; в лесу около села было расстреляно несколько сотен евреев.
В 1972 году была разобрана деревянная церковь 1799 года постройки, в 2000 году построена новая деревянная православная церковь св. Николая. Католический храм св. Иосифа 1910 года сохранился.

## Культура
- Дом культуры

- Музей ГУО "Рубежевичская средняя школа"

## Достопримечательности
- Католическая церковь св. Иосифа (1910 год) —  Историко-культурная ценность Республики Беларусь, шифр 612Г000621. Рядом с храмом ограда с брамой и деревянное здание плебании.
- Старые здания пекарни и почты (рубеж XIX и XX веков)
- Еврейское кладбище
- Могилы польских солдат 1920 года
- Православная церковь св. Николая (2000 год)
- Аптека, открытая в 1875 году во времена правления императора Александра II, и вскоре получившая официальное разрешение на продажу лекарственных трав.

## Галерея

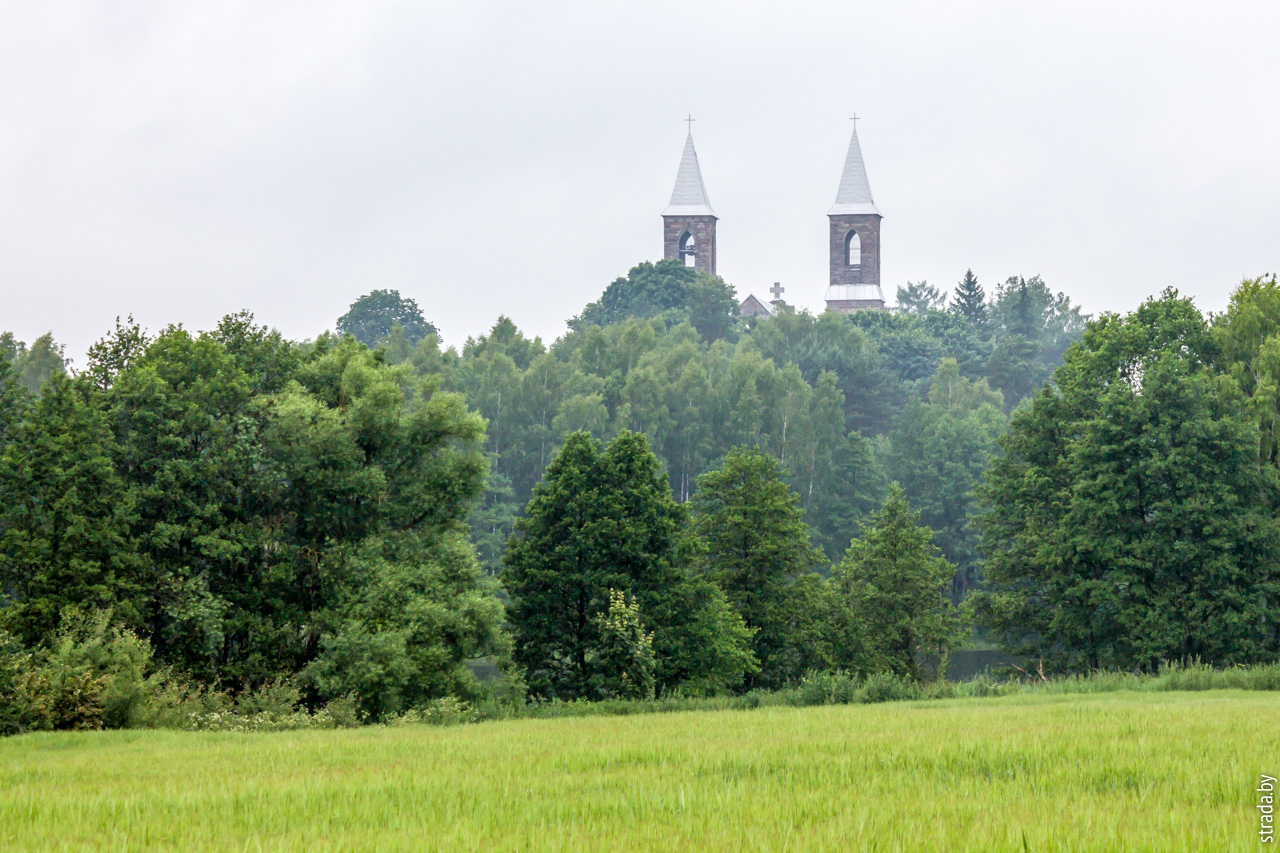